# رياضة الخيال
رياضة الخيال المعروف أيضا باسم (روتو أو ريستوري) هو نوع من الألعاب، وغالبا ما تُلعَب عن طريق الإنترنت، حيث يقوم المشاركون بتجميع فرق وهمية أو افتراضية تتألف من وكلاء لاعبين حقيقيين من رياضة محترفة. ثمَّ تتنافس هذه الفرق على أساس الأداء الإحصائي لهؤلاء اللاعبين في الألعاب الفعلية. يتم تحويل هذا الأداء إلى نقاط يتم تجميعها وتجميعها وفقا لقائمة يختارها مدير كل فريق خيالي. يمكن أن تكون أنظمة النقاط هذه بسيطة بما يكفي ليتم حسابها يدويا من قبل «مفوض الدوري» الذي ينسق ويدير الدوري العام، أو يمكن تجميع النقاط وحسابها باستخدام أجهزة الكمبيوتر التي تتبع النتائج الفعلية للرياضة الاحترافية. في الرياضات الخيالية، يقوم مالكو الفرق بصياغة اللاعبين والتجارة وقطع (إسقاط) على نحو مماثل للرياضة الحقيقية.

## التاريخ

### التاريخ المُبًكّر
مفهوم اختيار اللاعبين وإدارة مسابقة على أساس احصائيات من سنة إلى تاريخ موجودة منذ فترة وجيزة بعد الحرب العالمية الثانية. وهي واحدة من أقدم الروايات المنشورة من الرياضات الخيالية، ابتكر الخيال لعبة غولف في الجزء اللاحق من خمسينات القرن التاسع عشر. اختار كل لاعب فريق من لاعبي الغولف المحترفين والشخص مع أدنى مجموع مجتمعة من السكتات الدماغية في نهاية البطولة سيفوز. لعبة غولف هي لعبة بسيطة لإدارة ومراقبة الخيال، منذ كل مشارك يهتم فقط مع عشرات من أعضاء فريقه دون أي شيء آخر لتعقيد ذلك. ومع ذلك، لم يتم تنظيمها في هواية واسعة النطاق أو الأعمال الرسمية.
في أوكلاند في عام 1962، شكل وينكنباخ أول دوري كرة قدم خيالي تم الإبلاغ عنه، يسمى دوري أوكلاند الكبرى المحترف للبروغنوصيين، مع ثمانية فرق. وكان جورج بلاندا أول لاعب اتخذت في المسودة الأولى في عام 1963.
بدأت أول دوري بيسبول خيالي في بوسطن في عام 1960. بدأ عالم الاجتماع في جامعة هارفارد ويليام جامسون «ندوة البيسبول» حيث سيشكل الزملاء قوائم تكسب نقاطا في الترتيب النهائي للاعبين في متوسط الضرب ومن يُحرز نقاط أعلى هو الفائز. جلب جامسون الفكرة معه في وقت لاحق إلى جامعة ميشيغان حيث لعب بعض الأساتذة اللعبة. كان أحد الأساتذة الذين يلعبون اللعبة هو بوب سكلار، الذي درس ندوة للدراسات الأمريكية ضمت دانيال أوكرنت، الذي علم باللعبة التي لعبها أستاذه. وفي نفس الوقت تقريبا، شكل دوري من كلية جلاسبورو الحكومية دوري بيسبول مماثل وكان أول مشروع له في عام 1976.

### التأسيس الحديث لرياضة الخيال
وجاء تطور مهم في الرياضات الخيالية مع تطوير دوري البيسبول في عام 1980. الفضل يعود لمجلة الكاتب/محرر دانيال أوكرينت في اختراع ذلك، والاسم القادم من مطعم مدينة نيويورك. وكان الابتكار في اللعبة أن «أصحاب» في دوري ريستوري مشروع فرق من قائمة لاعبي دوري البيسبول الكبرى النشطة، وسوف تتبع إحصاءاتهم خلال الموسم الجاري لتجميع نتائجهم. وبعبارة أخرى، بدلا من تشغيل محاكاة واقعية باستخدام إحصاءات للمواسم التي كانت نتائجها معروفة بالفعل، سيتعين على المالكين إجراء تنبؤات مماثلة حول وقت لعب اللاعبين، والصحة، والأداء المتوقع الذي يجب على مديري البيسبول الحقيقيين القيام به.
ولأن أوكرنت كان عضوا في وسائل الإعلام، فقد تم تعريف صحفيين آخرين، وخاصة الصحفيين الرياضيين، باللعبة. وقدم العديد من اللاعبين في وقت مبكر للعبة من قبل هؤلاء الصحفيين الرياضية، خصوصا خلال 1981 دوري البيسبول الكبرى الإضراب; مع القليل من البيسبول الدوري. في 8 يوليو 1980، نيويورك تايمز مقال بعنوان «ما هو جورج شتاينبرينر إلى الدوري الأميركي، لي أيزنبرغ هو لرابطة ريستوري» انطلقت عاصفة وسائل الإعلام التي أدت إلى قصص عن الدوري على تلفزيون سي بي اس وغيرها من المنشورات.
في مارس 1981، كتب دان أوكرنت مقالا عن دوري روتسيري للرياضة الداخلية بعنوان «العام الذي لم يكن جورج فوستر يستحق 36 دولارا». تضمنت المقالة قواعد اللعبة. نشر مؤسسو رابطة روتسيري الأصلية كتابا إرشاديا بدءا من عام 1984.
في عام 1982، نشرت بالانتين أول مشروع قانون جيمس مجردة متاحة على نطاق واسع، مما ساعد على تغذية اهتمام الخيال البيسبول. غالبا ما يستخدم مشجعو الخيال أدوات جيمس الإحصائية وتحليله كوسيلة لتحسين فرقهم. جيمس لم يكن لاعب الخيال وبالكاد اعترف الخيال البيسبول في ملخص السنوي له، ولكن الفضل في الفائدة الخيال البيسبول مع مبيعاته القوية.
في عام 1988، قدرت صحيفة يو إس إيه توداي أن هناك الآلاف من البطولات في الولايات المتحدة، وعادة ما يتراوح عدد اللاعبين بين 8 و12 لاعبا. وقد انتشرت الهواية إلى كرة القدم أيضا.

### النمو والمشاركين الأوائل
في السنوات القليلة التي تلت أوكرنت ساعد على تعميم الخيال البيسبول، ظهرت مجموعة من الخبراء والشركات لخدمة هواية المتنامية. استنادا إلى مناقشات مع الزملاء في صحيفة يو إس إيه توداي، والائتمانات روتيسيري دوري البيسبول مع الكثير من نجاح الولايات المتحدة الأمريكية اليوم في وقت مبكر، منذ ورقة قدمت عشرات مربع أكثر تفصيلا بكثير من معظم المنافسين، وفي نهاية المطاف حتى إنشاء ورقة خاصة، البيسبول الأسبوعية، التي تحتوي على وجه الحصر تقريبا الإحصاءات وعشرات مربع.
وكان أول الخبراء في السجل بعد أن كتب مقالات البيسبول الخيال لصحيفة يو اس ايه توداي جون بنسون، اليكس باتون، ورون شاندلر. ربما كان خبير البيسبول الخيالي الأكثر شهرة في أواخر الثمانينيات وأوائل التسعينيات هو بنسون، الذي نشر كتابه الخيالي الأول للبيسبول في عام 1989. في وقت لاحق من ذلك العام طور بنسون أول مشروع محاكاة البرنامج الذي لا يزال يبيع اليوم.
نشر باتون كتابه الأول («باتون 1989 الخيال البيسبول دليل الأسعار») في عام 1989 وأدرجت قيمه الدولارية في الولايات المتحدة الأمريكية اليوم البيسبول الأسبوعية الخيال السنوي طوال 1990s. رون شندر نشر كتابه «سوبرستاستس البيسبول» في نوفمبر تشرين الثاني 1986. في البداية لم يكن المقصود من الكتاب لمشجعي البيسبول الخيال، ولكن بدلا من ذلك ككتاب تحليل سابرمتري.
وكان الإصداران المبكران من الرياضات الخيالية اليومية هما دوغوت ديربي وبيركين بلاي أوف، وهما زوج من الألعاب القائمة على الصحف التي تم إطلاقها في عام 1990. تم تطوير الألعاب من قبل روبرت باربيير، لي مارك، وبراد ويندكوس، وظهرت في عدد من الصحف في جميع أنحاء الولايات المتحدة، بما في ذلك ديترويت فري برس، لوس أنجلوس تايمز، ميامي هيرالد، وفيلادلفيا انكوايرر. اختار اللاعبون فرقهم عن طريق الاتصال برقم هاتف مجاني وإدخال رموز من أربعة أرقام لكل اختيار من اختياراتهم. كانت المسابقات بمثابة إصدارات مبكرة من الرياضات الخيالية اليومية من خلال مكافأة أعلى مشارك في التسجيل كل أسبوع (أو المشاركين، في حالة دوجوت ديربي) بحزمة عطلة.
كان دوغوت ديربي وبيركين بلاي أوف أول ألعاب رياضية خيالية تستخدم نظام تسجيل النقاط، لدرجة أن جميع التهديف الرياضي الخيالي كان يستند إلى ترتيب الفرق داخل الدوري في فئات إحصائية مختلفة. عند إنشاء اللعبة لعميلهم ويكمان وديفورست تم إيداع براءة اختراع، أول براءة اختراع تغطي الرياضات الخيالية.
كما شهدت كرة القدم الخيالية أعمالا جديدة ونموا. أصبح مؤشر الخيال لكرة القدم أول دليل كرة قدم خيالي سنوي في عام 1987. مجلة الخيال الرياضي لأول مرة في عام 1989 كأول منشور منتظم يغطي أكثر من رياضة الخيال. الخيال لكرة القدم الأسبوعية بدأت في عام 1992 (لتصبح في وقت لاحق Fanball.com) وكان 2 مليون دولار في الإيرادات بحلول عام 1999. ظهر عدد كبير من الشركات لحساب إحصائيات بطولات الدوري الخيالية وإرسال النتائج في المقام الأول عن طريق الفاكس.
في عام 1993، أدرجت صحيفة يو إس إيه توداي كاتب عمود أسبوعي عن البيسبول الخيالي، جون هانت، وربما أصبح الكاتب الأكثر وضوحا في هذه الصناعة قبل ظهور الإنترنت. بدأ هانت أول دوري خبراء رفيع المستوى، دوري واقع البيسبول البديل الذي ضم أولا أعيان مثل بيتر غامونز وكيث أولبرمان وبيل جيمس.
استمرت الهواية في النمو مع 1 مليون إلى 3 ملايين لعب من 1991 إلى 1994.

### العصر الحديث

#### ازدهار الإنترنت
في أوائل أكتوبر 1995، تم إصدار موقع هوكي خيالي من قبل مصانع الجعة مولسون. وكان جزءا من إستراتيجية الشركة «أنا على الانترنت» وتركزت على حملتها الإعلانية «أنا كندي» وسوف تركز على الموسيقى والترفيه والهوكي. وسمح للزوار بتسجيل الحسابات والمشاركة في بطولات الهوكي من تسعة فرق، حيث يكون الزائر المدير العام لأحد تلك الفرق. يقوم المدير العام بصياغة فريق من مجموعة من لاعبي NHL، ويمكنه التفاوض لاحقا على صفقات مع فرق أخرى في الدوري. سيتم التحكيم في النزاعات من قبل مفوض عن طريق البريد الإلكتروني. وتضمن الموقع تحديثات لإحصاءات NHL، كما قدم محتوى، من قاعة مشاهير الهوكي. في 24 مايو 1996، فازت شركة مولسون للجعة بجائزة الإعلام الرقمي الدولي لأفضل موقع ويب لعام 1995.
أطلقت Commissioner.com في 1 يناير 1997، وقدمت لأول مرة خدمة مفوض البيسبول الخيال التي تقدم الإحصاءات، ولوحات رسائل الدوري، وتحديث عشرات مربع وغيرها من الميزات. Commissioner.com بيعت إلى سبورتس لاين، في أواخر عام 1999، بمبلغ 31 مليون دولار نقدا وأسهما. بحلول عام 2003، ساعد Commissioner.com SportsLine توليد 11 مليون دولار من إيرادات الخيال. Commissioner.com هو الآن محرك الرياضة الخيال وراء منطقة الخيال CBSSports.com (بعد بيع SportsLine لشبكة سي بي اس في عام 2004).
RotoNews.com أطلقت في يناير 1997 ونشرت أول مذكرة لاعب في 16 فبراير 1997. في غضون عامين أصبحت RotoNews واحدة من أفضل عشرة مواقع رياضية يتم الاتجار بها على شبكة الإنترنت، وفقا لميديا ميتريكس، مرتبة أعلى من مواقع مثل NBA.com. تم بيعها إلى برودباند سبورتس في عام 1999 ونجا في وقت لاحق كما RotoWire.com.
اجتذب النمو في إيرادات الرياضة الخيالية لاعبين إعلاميين أكبر. وأضاف Yahoo.com الرياضات الخيال في عام 1999 - نموذج عمل جديد للرياضات الخيال. مجموعة تجارية لهذه الصناعة، تم تشكيل جمعية التجارة الرياضية الخيال في عام 1998.
وشملت المشاركات الأخرى في السوق خلال هذه الحقبة Fanball.com، التي أطلقتها في عام 1999 الشركة الأم لمجلة فانتازيا فوتبول ويكلي.
أظهر مسح مبكر لسوق الرياضات الخيالية في الولايات المتحدة في عام 1999 أن 29.6 مليون شخص في سن 18 عاما فما فوق لعبوا ألعابا خيالية. ومع ذلك، تم تخفيض هذا الرقم في السنوات اللاحقة عندما تم تحديد المسح شمل أيضا الأشخاص الذين يلعبون برك قوس NCAA، والتي ليست رياضات خيالية، لأنها تنطوي على اختيار الفرق، وليس اللاعبين الفرديين.

#### عصر الإنترنت
في حين أن الرياضات الخيالية كانت تغذيها طفرة دوت كوم للإنترنت، كانت هناك فترة مضطربة عندما تحطمت العديد من شركات الإنترنت عالية الطيران في تلك الحقبة في عام 2001. Fanball.com أفلست في عام 2001.
كما كانت هناك نماذج أعمال مختلفة. أطلقت RotoNews.com أول خدمة مفوض حر على شبكة الإنترنت في عام 1998، وسرعان ما أصبحت أكبر خدمة لإدارة الدوري.
وبعد ذلك بعامين انعكس الاتجاه. انتقلت Sportsline مرة أخرى إلى نموذج دفع لخدمات المفوض (التي لا تزال إلى حد كبير حتى اليوم). TheHuddle.com، وهو موقع مجاني منذ عام 1997، بدأ في فرض رسوم على المعلومات. RotoWire.com انتقل من نموذج مجاني إلى نموذج دفع في عام 2001 أيضا. على الرغم من عدم الاستقرار الاقتصادي، بدأت الرياضات الخيالية تصبح هواية سائدة. وفي عام 2002، وجد اتحاد كرة القدم الأميركي أن متوسط الذكور الذين شملهم الاستطلاع يقضون 6.6 ساعات في الأسبوع في مشاهدة اتحاد كرة القدم الأميركي على شاشة التلفزيون؛ وقال لاعبو الخيال شملهم الاستطلاع انهم شاهدوا 8.4 ساعة من اتحاد كرة القدم الأميركي في الأسبوع. «هذه هي المرة الأولى التي نتمكن فيها من إثبات أن اللعب الخيالي يدفع مشاهدة التلفزيون على وجه التحديد»، قال كريس روسو، نائب الرئيس الأول لاتحاد كرة القدم الأميركي. بدأ اتحاد كرة القدم الأميركي تشغيل الإعلانات التلفزيونية الترويجية لكرة القدم الخيال يضم اللاعبين الحاليين للمرة الأولى. كانت الرياضات الخيالية في السابق ينظر إليها إلى حد كبير في ضوء سلبي من قبل البطولات الرياضية الكبرى.
استمرت الرياضات الخيالية في النمو مع مسح أجرته جمعية التجارة الرياضية الخيالية في عام 2003 أظهر أن 15 مليون شخص يلعبون كرة القدم الخيالية وينفقون حوالي 150 دولارا سنويا في المتوسط، مما يجعلها صناعة بقيمة 1.5 مليار دولار. مقالة عام 2013 من قبل Forbes.com تظهر أن 32 مليون أمريكي ينفقون 467 دولارا للشخص الواحد أو حوالي 15 مليار دولار في إجمالي اللعب.
في خريف عام 2008، بدأ يانصيب مونتانا، وهو واحد من أربع ولايات أمريكية فقط لإضفاء الشرعية على المراهنات الرياضية في ذلك الوقت، في تقديم مراهنات رياضية خيالية للمرة الأولى.
منذ عام 2012 كان هناك طفرة في التطبيقات التي يجري بناؤها للخيال.

#### رياضات خيالية يومية
مقالة مفصلة: الرياضات الخيالية اليومية
يتم لعب مسابقات الرياضات الخيالية اليومية (أو DFS) عبر فترات زمنية أقصر، مثل أسبوع واحد من الموسم، بدلا من موسم كامل. عادة ما يتم لعب ألعاب الخيال اليومية ك «مسابقات» تخضع لرسوم الدخول، والتي تمول مجموعة جوائز معلنة ويتم تحصيل رسوم إدارية جزئيا كإيرادات للخدمة.
بدأت الرياضات الخيالية اليومية في الظهور في عام 2007 مع إطلاق Fantasy Sports Live. في عام 2008، أطلقت NBC SnapDraft. وسرعان ما أصبح FanDuel موقع DFS البارز بعد وقت قصير من إطلاقه في عام 2009. شهدت DFS زيادة كبيرة في البروز في 2014 و 2015 مع النمو الكبير في اثنين من الخدمات المتنافسة: DraftKings و FanDuel. وتلقى كلاهما استثمارات في رأس المال الاستثماري من شركات مختلفة، بما في ذلك الفرق الرياضية والمذيعين، واشتهرا بإدارة حملات تسويقية عدوانية مع التركيز على الجوائز النقدية الكبيرة.
وقد تم الطعن في شرعية الألعاب الخيالية اليومية، مع النقاد، فضلا عن ولاية نيفادا، بحجة أنها تشبه إلى حد كبير اقتراح الرهان على أداء الرياضيين من لعبة رياضية الخيال التقليدية، في حين أشار الرئيس التنفيذي لشركة DraftKings إلى ألعابها على أنها مشابهة للعبة البوكر عبر الإنترنت. وقد استشهد مقدمو DFS إعفاءات UIGEA من الرياضات الخيالية باعتبارها استثناء عامة لشرعية هذه الرياضات. شرعيتها تخضع لكيفية تصنيف الدول الفردية لعبة الحظ.
لم يتم تقديم الرياضة الخيالية اليومية تاريخيا في 5 ولايات [أيوا وأريزونا ولويزيانا ومونتانا وواشنطن] التي لديها قوانين تنص على أن اللعبة التي تنطوي على أي فرصة هي المقامرة. وبالإضافة إلى ذلك العديد من الدول الأخرى لديها بيئات قانونية غامضة للمسابقات الرياضية الخيال المدفوعة مع آراء AG السلبية أو في حالة نيفادا، مما يتطلب رخصة القمار. ونتيجة لذلك، تنشط Draftkings وFanduel في 41 ولاية فقط. ولا يقبل أي منهما حاليا العملاء في واشنطن أو أيداهو أو مونتانا أو أريزونا أو هاواي أو لويزيانا أو نيفادا. بالإضافة إلى ذلك، لم تقبل Fanduel العملاء من تكساس من عام 2016 إلى عام 2018، ولكنها عكست مكانتها وبدأت في تقديم المسابقات مرة أخرى. في تصريحاته الأخيرة في مؤتمر FTSA في يناير 2016 في دالاس، قال رئيس جمعية التجارة الرياضية الخيالية بول تشارشيان «نحن بحاجة إلى إضفاء الشرعية رسميا على اللعب الخيالي في 50 ولاية».
ومع ذلك، منذ الطعون القانونية الأولية، سنت 21 ولاية منذ ذلك الحين قوانين تؤكد أن مسابقات DFS هي ألعاب قانونية للمهارات. سنت ولايات مثل أيوا وألاباما قوانين للسماح ل DFS ومسابقات رياضية خيالية مدفوعة الأجر في عام 2019. أقرت لويزيانا استفتاء للناخبين في عام 2018 للسماح بمسابقات رياضية خيالية مدفوعة الأجر، لكنها تحتاج إلى تمرير قانون لتنظيم هذه الصناعة.

## نظرة عامة على الصناعة

### حجم الصناعة
في مايو 2015، ذكرت شركة الأبحاث الأسترالية IBISWorld أن الرياضة الخيالية هي صناعة بقيمة 2 مليار دولار، وتشهد نموا سنويا بنسبة 10.7٪، وتوظف 4386 شخصا في 292 شركة.
وفقا لجمعية تجارة الرياضات الخيالية، فإن رياضات الخيال هي صناعة بقيمة 7.22 مليار دولار مع 59.3 مليون لاعب رياضي خيالي في الولايات المتحدة وكندا اعتبارا من عام 2016.

### نمو السوق
أظهرت دراسة سابقة أجرتها FSTA في عام 2013، أن 33.5 مليون شخص في سن 12 وما فوق في الولايات المتحدة مع دراسة FSTA لعام 2011 أظهرت أن 3.1 مليون شخص في كندا لعبوا رياضات خيالية. أظهرت دراسة أجريت عام 2006 أن 22 في المئة من الذكور البالغين في الولايات المتحدة الذين تتراوح أعمارهم بين 18 و49 عاما، مع الوصول إلى الإنترنت، يلعبون رياضات خيالية. الخيال الرياضة ويقدر أن يكون لها تأثير اقتصادي سنوي 3-4 مليارات دولار في جميع أنحاء صناعة الرياضة. ومنذ عام 2011، نمت سنويا غير المراهنة الخيال المستخدمين الرياضية 25٪. وبمساعدة وسائل الإعلام وسوق الرياضات الخيالية المتنامية، تمكنت البطولات الرياضية الخيالية اليومية مثل FanDuel وDraftKings، من توليد أكثر من 300 مليون دولار من الاستثمارات من شركات مثل كومكاست، إن بي سي سبورتس، وتايم وارنر. التطور الجديد للرياضات الخيالية اليومية هو المكان الذي يمكن أن يرى فيه نمو كبير، «... الإنفاق اليومي الخيالي هو المكان الذي تقفز فيه الأرقام: 257 دولارا سنويا في عام 2015، في حين أنفق اللاعبون 5 دولارات فقط في عام 2012».

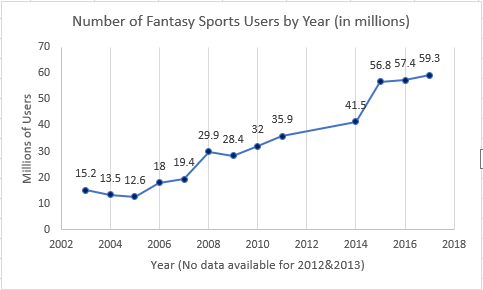

### النمو الدولي للرياضات الخيالية
جمعت مجموعة صناعة FSTA وقدمت إحصاءات تبين النسبة المئوية للاعبين الرياضيين الخياليين مقارنة بعامة السكان في الولايات المتحدة وكندا (سن 12+).
وفيما يتعلق بالعادات الاستهلاكية لمديري الخيال، وجدت الأبحاث الديموغرافية والنفسية أن المشارك العادي هو: ذكر (80٪)، قوقازي (91٪)، حاصل على درجة البكالوريوس أو أعلى (70٪)، ولديه أكثر من خمس سنوات من الخبرة على الإنترنت (84٪)، ويكسب ما متوسطه 94,000 دولار، وينفق ما يقرب من 200 دولار على رسوم الدخول وغيرها من التكاليف المتعلقة بالخيال. وكان لاعبو الخيال أيضا أقوى المستهلكين للمنتجات التالية بالمقارنة مع عامة السكان: البيرة / الكحول، والوجبات السريعة، والسفر عبر شركات الطيران، وألعاب الفيديو، والدوريات الرياضية، والأحذية الرياضية، والهواتف المحمولة، واستخدام بطاقات الائتمان.
| الفئة       | الولايات المنحدة | كندا |
| ----------- | ---------------- | ---- |
| المجموع     | 15%              | 19%  |
| البالغون    | 13%              | 18%  |
| المراهقون   | 18%              | 30%  |
| الذكور      | 19%              | 20%  |
| الاناث      | 8%               | 5%   |
| كلية متعلمة | 18%              | 22%  |
| لا كلية     | 10%              | 11%  |
| الدخل>=$50K | 16%              | 15%  |
| الدخل< $50K | 10%              | 10%  |

### الجمعيات التجارية
تأسست جمعية التجارة الرياضية الخيالية في عام 1997 لتمثيل الصناعة المتنامية. ابتداء من عام 2000، وقد كرمت FSTA الأعضاء السابقين والمساهمين في الرياضات الخيالية مع التعريفي في قاعة المشاهير.
تم تشكيل جمعية كتاب الرياضة الخيالية في عام 2004 لتمثيل الأعداد المتزايدة من الصحفيين الذين يغطون الرياضات الخيالية حصريا. تأسست جمعية الخيال الرياضي في عام 2006 كمجموعة تجارية منافسة، ولكن تم طيها في عام 2010.

### البرامج التلفزيونية
نظرا لشعبية الرياضات الخيالية، خلقت البرمجة في الموسم من قبل الشبكات الرياضية الكبرى مثل ESPN و NFL Network و Fox Sports برمجة خيالية أسبوعية مخصصة لتحليل أداء اللاعبين والتنبؤ بالنتائج فيما يتعلق بأنظمة تسجيل معينة. تقدم منصة البث حسب الطلب ESPN + برنامج خيال يسمى The Fantasy Show يستضيفه الكاتب ماثيو باري. يستخدم معرض الخيال الدمى والكوميديا لتقديم معلومات إحصائية حول لاعبي اتحاد كرة القدم الأميركي. ESPN آيرس أيضا تظهر صباح يوم الأحد خلال موسم اتحاد كرة القدم الأميركي دعا الخيال لكرة القدم الآن. «الخيال لكرة القدم الآن» يبث على الهواء مباشرة صباح يوم الأحد خلال موسم اتحاد كرة القدم الأميركي، وهو الوقت الذي يقوم فيه المشجعون بتحركات قائمة اللحظة الأخيرة ويحتاجون إلى آخر الأخبار من جميع أنحاء الدوري. توفير أحدث المعلومات هي المضيف ويل قابيل والمحللين ماثيو بيري، حقل ييتس والمعالج الطبيعي المرخص ستيفانيا بيل، الذي يعطي تحديثات الإصابة.
NFL Network aires NFL Fantasy Live كبرنامج مدته ساعة يحتوي على قائمة شرائح أسبوعية متسقة يمكن للمشاهدين الاعتماد عليها لمساعدتهم على إدارة فريقهم. ويستضيف NFL الخيال لايف من قبل كول رايت ويضم مايكل فابيانو، آدم رانك، ماركاس غرانت، أكبر Gbaja-Biamila، غراهام بارفيلد وخبير تحليلات الإحصاءات سينثيا فريلوند. فوكس سبورتس نيت آيرس الخيال ساعة كرة القدم على أساس أسبوعي خلال موسم اتحاد كرة القدم الأميركي التي استضافتها كاتي وينغ ويضم خبراء الصناعة براد ايفانز ونيت لاندي.

## القضايا القانونية في الولايات المتحدة

### القانون الاتحادي المتعلق الألعاب الخيال
قانون إنفاذ المقامرة غير المشروعة على الإنترنت لعام 2006 (UIGEA)، تم سنه كجزء من «جدول أعمال القيم الأمريكية» لعام 2006 وأضيف كتعديل لقانون ميناء SAFE غير ذي الصلة. يحظر UIGEA بشكل عام تحويل الأموال إلى الشركات المشاركة في الرهان غير القانوني عبر الإنترنت. ومع ذلك فإن UIGEA لا تعرف نفسها الرهان غير القانوني على الإنترنت، وتمتنع صراحة عن تغيير شرعية أي سلوك أساسي بخلاف تحويل الأموال.
في حين أن القانون لا يغير من قانونية أي نشاط معين مسموح به أو محظور بموجب قوانين أخرى، إلا أنه يحتوي على بعض الإعفاءات الصريحة لحظر تحويل الأموال. واحدة من هذه الإعفاءات من الحظر UIGEA هو للرياضات الخيال التي تلبي معايير معينة. على وجه التحديد، يتم إعفاء الرياضات الخيالية التي تستند إلى فرق من الرياضيين متعددة حقيقية من فرق العالم الحقيقي متعددة، التي لديها جوائز أنشئت قبل بدء الحدث، التي تستخدم مهارة المشاركين لتحديد النتيجة، من تعريف الرهان أو الرهان الذي هو الأساس الذي يطلب من البنوك لتحديد ومنع تحويل الأموال. وفقا لعضو الكونغرس جيم ليتش، مؤلف UIGEA، تم تضمين الإعفاءات، وخاصة واحدة للرياضات الخيالية، لتخفيف عبء الإنفاذ على البنوك وUIGEA لا يجعل الخيال الرياضية القانونية.
لأن UIGEA أعفت الرياضات الخيالية من تعريفها للرهان أو الرهان، هناك اعتقاد خاطئ بأن الرياضات الخيالية جعلت قانونية من قبل UIGEA. ومع ذلك فإن UIGEA ليس قانون القمار الجنائية، وعلى وجه التحديد لا يغير أي قوانين القمار الجنائية، وبالتالي لا يجعل الخيال الرياضية القانونية. توجد قوانين المقامرة الجنائية الفيدرالية في الباب 18 من قانون الولايات المتحدة، مثل قانون الأسلاك الفيدرالية رقم 18 قانون الولايات المتحدة § 1084 (الذي يحظر المراهنة الرياضية بين الولايات) وقانون أعمال المقامرة غير القانونية 18 قانون الولايات المتحدة § 1955 (الذي يحظر السلوك بين الولايات لنشاط الرهان المحظور بموجب قانون الولاية). وعلى النقيض من ذلك، تم العثور على UIGEA في الباب 31 مع غيرها من قوانين مكافحة غسل الأموال والجرائم المالية.

### قوانين الدولة المتعلقة بالألعاب الخيالية
ما إذا كانت قوانين الولاية يمكن تنظيم الرياضات الخيالية التي أجريت عبر خطوط الدولة يعتمد على ما إذا كانت الرياضات الخيالية هي شكل من أشكال الرهان الرياضي بموجب القانون الاتحادي. وذلك لأن قانون الأسلاك الاتحادية يحظر إجراء الرهان الرياضي في التجارة بين الولايات أو التجارة الخارجية. وفيما يتعلق بالمراهنة الرياضية داخل الولاية، ألغت المحكمة العليا للولايات المتحدة في عام 2018 في قضية ميرفي ضد الرابطة الرياضية الجماعية الوطنية قانون حماية الرياضة للمحترفين والهواة، الذي كان يحظر على الولايات التصريح بأي رهان أو يانصيب أو رهان أو يانصيب أو مخطط رهان آخر يستند بشكل مباشر أو غير مباشر إلى الألعاب التي يشارك فيها الرياضيون المحترفون أو الهواة أو على أداء أي رياضيين في مثل هذه الألعاب.
عندما لا تسمح الدول صراحة بمسابقات رياضية خيالية، عادة ما تحظر قوانين المقامرة العامة اليانصيب أو الرهان إذا كانت هناك ثلاثة عناصر: رسوم الدخول (المعروفة باسم «النظر») والجائزة («المكافأة»، من الناحية القانونية) والفرصة. ما إذا كانت الرياضات الخيالية قانونية بموجب هذه القوانين يتوقف على تعريف «الفرصة» التي تطبقها الدولة. بالنسبة لبعض الدول، إذا كانت المهارة تهيمن على نتيجة الحدث، فإن المسابقة قانونية، وتجتاز ما يسمى «اختبار العامل المهيمن». دول أخرى مع تعريف أكثر صرامة للصدفة، ودعا «أي اختبار فرصة»، جعلت الخيال لكرة القدم غير قانوني.
وقد أوضحت عدة ولايات أن المسابقات الرياضية الخيالية المدفوعة هي ألعاب المهارة ومعفاة من قوانين المقامرة، بدءا من ولاية ماريلاند في عام 2012.
استثناء واحد هو ولاية نيفادا، التي لديها إعفاء في PASPA للسماح للمراهنات الرياضية. أصدر المدعي العام في ولاية نيفادا رأيا وجد أن Daily Fantasy Sports شكل من أشكال الرهان الرياضي، على غرار الرهان الحالي الذي تقدمه كتب نيفادا الرياضية. تنص الآراء على أن الرياضات الخيالية اليومية ليست غير قانونية في نيفادا. ومع ذلك، مطلوب ترخيص تجمع الرياضة لإجراء النشاط في ولاية نيفادا.
كما أصدر العديد من المدعين العامين آراء بأن الرياضة الخيالية اليومية هي شكل من أشكال الرهان الرياضي. شكك رأي المدعي العام لولاية فلوريدا في عام 1991 في شرعية مسابقات كرة القدم الخيالية، ولكن الشركات عملت في الولاية دون أي إجراء قانوني. ومنذ ذلك الحين أصدرت تسع مجموعات أخرى خيارات أو بيانات أو آراء رسمية تساوي بين DFS والمقامرة.
ومع ذلك، أصدر العديد من المدعين العامين الآخرين آراء بأن DFS هي ألعاب قانونية من المهارة. في أغسطس 2015 في كانساس، بسبب عدم اليقين مع موقف لجنة السباقات والألعاب في الولاية، أصدر المدعي العام للولاية رأيا بأن الرياضات الخيالية اليومية هي لعبة مهارة وبالتالي مسموح بها بموجب قانون الولاية. وقع حاكم ولاية كانساس سام براونباك تشريعا بعد شهر يأذن بالألعاب الخيالية. كما أصدر النائب العام لولاية فرجينيا الغربية ورود آيلاند آراء أوضحت شرعية DFS ودفعت الرياضات الخيالية.
اعتبارا من ديسمبر 2017، تبعت 18 ولاية، ولاية ماريلاند لتوضيح أن DFS والرياضات الخيالية المدفوعة هي مسابقات قانونية للمهارات. وتشمل هذه الولايات كانساس (2015)، إنديانا، فيرجينيا، ميسوري، ماساتشوستس، كولورادو، تينيسي، نيويورك، ميسيسيبي (2016)، أركنساس، نيوجيرسي، فيرمونت، نيو هامبشير، أوهايو، ماين، فيرمونت، ديلاوير، بنسلفانيا، كونيتيكت (2017).
في سبتمبر 2015، طلب عضو الكونغرس عن ولاية نيوجيرسي فرانك بالون، الذي دافع عن المراهنات الرياضية القانونية في ولايته، عقد جلسة استماع من لجنة الطاقة والتجارة في مجلس النواب لدراسة العلاقة بين البطولات الرياضية المحترفة والشركات الرياضية الخيالية. عقدت الجلسة في مايو/أيار 2015 ولم تسفر عن تشريع أو تغييرات أو لوائح مقترحة للرياضات الخيالية.

### القضايا القانونية المتعلقة باستخدام إحصاءات اللاعبين
وكانت هناك قضايا قانونية أخرى تتعلق بالرياضات الخيالية واستخدام إحصاءات الرياضيين المحترفين لأغراض التسجيل.

### احصائيات، وشركة مقابل الدوري الاميركي للمحترفين
في عام 1996، ظهرت شركة STATS، وهي مزود إحصائي رئيسي لشركات الرياضة الخيال، وفاز في قضية المحكمة، جنبا إلى جنب مع موتورولا، في الاستئناف ضد الدوري الاميركي للمحترفين الذي كان الدوري الاميركي للمحترفين في محاولة لوقف STATS من توزيع المعلومات في نقاط اللعبة عن طريق جهاز لاسلكي خاص أنشأته موتورولا. لعب الفوز دورا كبيرا في الدفاع عن الحالات الأخرى التي حاولت فيها البطولات الرياضية قمع المعلومات الحية داخل اللعبة من أحداثها التي يتم توزيعها من قبل منافذ أخرى. كما أدى هذا الانتصار إلى تسريع سوق الإحصاءات في الوقت الحقيقي التي كانت تغذيها إلى حد كبير نمو صناعة الرياضة الخيالية.

### آلية التنمية النظيفة مقابل MLBAM
أدى تطور الرياضات الخيالية إلى توتر بين شركات الرياضات الخيالية والبطولات المحترفة وجمعيات اللاعبين حول حقوق ملفات تعريف اللاعبين والإحصاءات. ويعتقد اتحادات اللاعبين في البطولات الرياضية الكبرى أن الألعاب الخيالية باستخدام أسماء اللاعبين تخضع للترخيص بسبب حق الدعاية للاعبين المعنيين. وبما أن أسماء اللاعبين كانت تستخدم كمجموعة، فقد خصص اللاعبون حقوقهم الدعائية لرابطة اللاعبين الذين وقعوا بعد ذلك على صفقات ترخيص. خلال الثمانينيات والتسعينيات وقعت العديد من الشركات صفقات ترخيص مع جمعيات اللاعبين، ولكن بعض الشركات لم تفعل ذلك. وصلت القضية إلى ذروتها مع الدعوى القضائية لدوري البيسبول الكبرى وسائل الإعلام المتقدمة (MLBAM)، شركة الإنترنت MLB، مقابل سانت لويس ومقرها شركة سي بي سي للتوزيع والتسويق، الشركة الأم للرياضة CDM. عندما تم رفض CBC اتفاق ترخيص جديد مع MLBAM (كانوا قد حصلوا على حقوق من رابطة لاعبي البيسبول) للعبة البيسبول الخيال، CBC رفع دعوى قضائية.
وجادلت سي بي سي بأن قوانين الملكية الفكرية وما يسمى بقوانين «حق الدعاية» لا تنطبق على الإحصاءات المستخدمة في الرياضات الخيالية. قدمت FSTA صديقة لدعم CBC، بحجة أيضا أنه إذا فاز MLBAM الدعوى سيكون لها تأثير كبير على هذه الصناعة، والتي تم تجاهلها إلى حد كبير من قبل البطولات الرياضية الكبرى لسنوات في حين أن عددا من أصحاب المشاريع الصغيرة نمت إلى صناعة بمليارات الدولارات، وحكم يمكن أن تسمح MLBAM أن يكون احتكار لهذه الصناعة.
وقال تشارلي ويغيرت، نائب الرئيس التنفيذي لشبكة سي بي سي: "ستكون هذه لحظة حاسمة في صناعة الرياضة الخيالية. "البطولات الأخرى تراقب هذه القضية. إذا سادت MLB، فإنه كان مجرد مسألة وقت قبل أن يتابعوا. اتحادات اللاعبين تنتظر الفرصة".
فازت سي بي سي بالدعوى القضائية حيث قضت قاضية المحكمة الجزئية الأميركية ماري آن ميدلر بأن الإحصاءات جزء من الملك العام ويمكن استخدامها دون أي تكلفة من قبل شركات الخيال. «أسماء وسجلات اللعب من لاعبي البيسبول في الدوري الكبرى كما تستخدم في ألعاب الخيال سي بي سي ليست قابلة لحقوق الطبع والنشر»، كتب ميدلر. «لذلك، فإن قانون حقوق النشر الفيدرالي لا يستبق حق اللاعبين المطالب به في الدعاية».
وأيدت محكمة الاستئناف في الدائرة الثامنة القرار في تشرين الأول/أكتوبر 2007. وقالت لجنة من ثلاثة قضاة في حكمها «انه سيكون من الغريب ان لا يكون للشخص حق التعديل الأول في استخدام المعلومات المتاحة للجميع».
وأيدت المحكمة العليا الأميركية قرار محكمة الدائرة الثامنة برفضها النظر في القضية في حزيران/يونيو 2008.

## رياضات خيالية مشهورة
- الرياضة الخيالية اليومية.
- الخيال لسباق السيارات.
- الخيال للبيسبول.
- الخيال لكرة السلة.
- الخيال الكونغرس–محاكاة الرياضة على الإنترنت باستخدام نتائج نشاط الكونغرس من قبل مجلس الشيوخ ومجلس النواب في الولايات المتحدة.
- الخيال لعبة الكريكيت.
- الخيال لكرة القدم (القواعد الأسترالية).
- الخيال لكرة القدم (جمعية).
- الخيال لكرة القدم (gridiron).
- الخيال الغولف.
- الخيال الهوكي.
- الخيال محاكاة الأسهم الرياضية.
- الخيال المصارعة المهنية.

## روابط خارجية
- الرياضة الخيالية في كيرل